# 尼康FM2

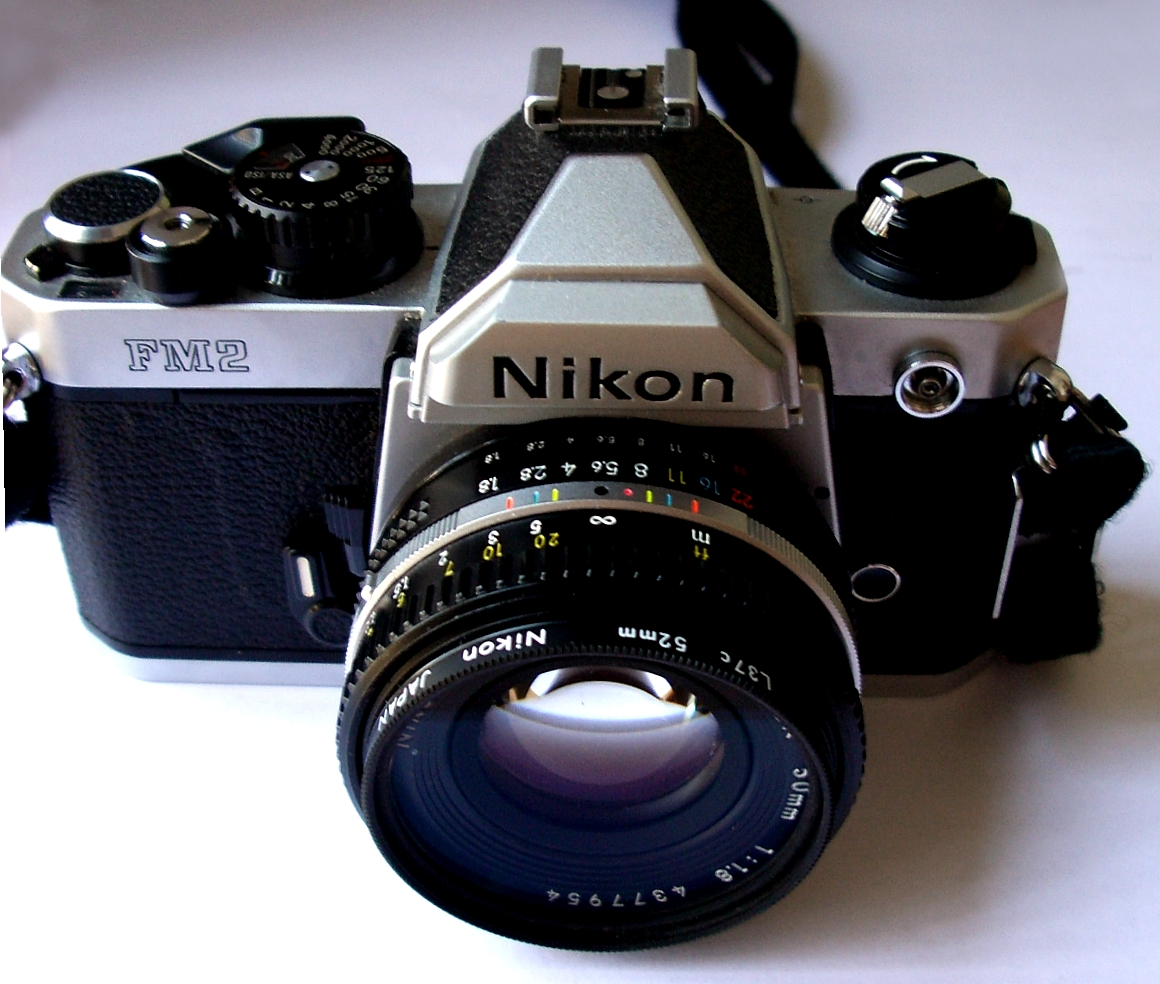
Nikon FM2

尼康FM2（Nikon FM2）是尼康於1981年發表的單鏡反光相機，是世界第一部快門高達4000分之一秒全機械式單眼相機，號稱快門可擊發15萬次以上。FM2最特別之處是其快門速度高達1/4000s，比起當時已屬電子快門的同門旗艦F3還要快一倍，其最初版本的最高閃光同步快門更高達1/200s，後其版本更提升至1/250s，方便了不少在影樓工作的攝影師，更提升了使用閃燈時的清晰度。由於快門需要承受開合時的衝擊力，固此Nikon不得不使用上當時已十分成熟的鈦合金來充當制造物料，並且在焦平面快門上偷薄，盡可能減輕快門葉的重量，後人俗稱其為蜂巢式快門。一年後，Nikon更新了FM2的快門，放棄原本使用的鈦合金蜂巢式快門，改為使用鋁合金平面式快門，最高閃光同步速度提升至1/250s。雖然Nikon對外宣稱改善特殊環境下，高速連拍時蜂巢快門較易損壞的問題，但大多數用家則認為Nikon此為減輕成本之作，故早期的FM2由於產量少的關係，加上使用鈦合金快門，其二手價一般較新版的來得高。
早期的FM2，大約在1982-1983年生產，其特徵是快門設有15檔，最高閃光同步為1/200s，以紅色的x200標示在1/4000s之後，快門為蜂巢式鈦合金。新版的FM2，大約在1983年開始生產，其特徵是快門設有14檔，比起第一版少了x200一檔快門，最高閃光同步提升至1/250s，並且以紅色的250標示。